# Niloé
Bokförlaget Niloé (i böckerna ofta skrivet som NILOE) var ett svenskt bokförlag. Det grundades 1952 och var ett rent klassikerförlag, med ungdomslitteratur och äventyrsböcker från internationellt kända författare. Bland de utgivna författarna fanns Jules Verne, Jonathan Swift, Victor Hugo och Émile Zola.

## Historik

### Tidiga år
Bokförlaget Niloé grundades i början av 1950-talet. Redan 1951 kom Årsbok för svensk fotboll av Wolf Nylund (tre-fyra utgåvor), och sporttemat fortsattes 1953 med en bok om Gunnar Nordahl. Efter några år var det dock utgivningen av internationella romanklassiker som tog överhanden.
1955 skänkte förlaget bildmaterialet till bokverket Sveriges bebyggelse till Nordiska museet.
Under 1950-talet gav förlaget ut så kallade NU-böcker, pappband som tidigt hade "NU-metoden" tryckt på främre pärmen, så småningom på bokryggen. Från 1964 försvann dock denna märkning. Böckerna var strängt taget språkkurser som såldes av dörrförsäljare på avbetalning och bestod av 50 volymer där delar av texten var på engelska i en serie och tyska i en annan. Kursbrev medföljde. Inslaget av det främmande språket växte efter hand från några ord per sida i volym 1 till att de två sista kapitlen i volym 50 var helt på engelska eller tyska.

### Färgserier, Verne och andra klassiker
Därefter ägnade man sig åt tryckning av "färgserier", böcker med bildlösa enfärgade konstläderpärmar samt illustrerat skyddsomslag. Böckerna var alltid på 320 numrerade sidor – oavsett ursprungsromanens omfattning. Det innebar att vissa böcker utgavs förkortade, andra med fler illustrationer (i regel på högersidor) eller med tillagda noveller av samma författare.
Niloé gav bland annat ut en mängd Jules Verne-romaner, inklusive Från jorden till månen, Tsarens kurir, Jorden runt på 80 dagar och Till jordens medelpunkt. Utöver romanerna tryckte man 1973 den kanske viktigaste Jules Verne-monografin på svenska – Uno Asplunds Jules Vernes underbara resor.
Jules Vernes och andras böcker var flitigt illustrerade (i regel på högersidor). Niloés böcker producerades länge på International Book Automation i Uddevalla, som åren 1961–64 även fungerade som förlag; under 1950-talet trycktes böckerna på Bohusläns Grafiska i samma stad. 1972 gav böcker ut av/ihop med Stockholmsbaserade Stureförlaget.

### Uppköp
1990 gav förlaget ut Eddan, De nordiska guda- och hjältesångerna  i ett faksimiltryck av den svenska översättningen från 1913.
1990 köptes Niloé upp av Rabén & Sjögren. Där integrerades Niloés fortsatta klassikerutgivning i Klassikerförlaget, vilket också innefattade Saga-serien och Bokförlaget Tiden. Så småningom köpte KF, som ägde Rabén & Sjögren och Bokförlaget Prisma, Norstedts Förlag och bildade Norstedts förlagsgrupp, som 2014 hade Niloé Klassikerförlaget som ett av sina bolag.

## Niloe-biblioteket

### Blå Serien
1. Robinson Crusoe – Daniel Defoe
2. Nana – Emile Zola
3. Greven av Monte Cristo 1: Skatten – Alexandre Dumas
4. Greven av Monte Cristo 2: Hämnden – Alexandre Dumas
5. Förlorade illusioner – Honoré de Balzac
6. Huckleberry Finn – Mark Twain
7. Fettpärlan – Guy de Maupassant
8. Fältskärns berättelser 1: Stormaktstiden – Zacharias Topelius
9. Fältskärns berättelser 2: Frihetstiden – Zacharias Topelius
10. Från jorden till månen – Jules Verne
11. Jorden runt på 80 dagar – Jules Verne
12. Ringaren i Notre-Dame 1: Narren – Victor Hugo
13. Ringaren i Notre-Dame 2: Upploppet – Victor Hugo
14. Krogen – Emile Zola
15. Columbus – Washington Irving
16. Buffalo Bills självbiografi – Cody
17. Frispråkiga historier – Balzac

### Bruna Serien
1. Eddan
2. Fyrtornet vid världens ände – Jules Verne
3. Myladys son 1: Bödeln – Alexandre Dumas
4. Myladys son 2: Hämnaren – Alexandre Dumas
5. Människodjuret – Emile Zola
6. Kapten Cook
7. Richard Lejonhjärta – Walter Scott
8. Med örnen mot polen – S.A. Andrée, Nils Strindberg, Knut Frænkel
9. Bel-Ami – Guy de Maupassant
10. David Copperfield – Charles Dickens
11. Den siste mohikanen – James Fenimore Cooper
12. Mathias Sandorf – Jules Verne
13. Quo vadis? – Henryk Sienkiewicz
14. På skidor över Grönland – Fridtjof Nansen
15. Fram över Polarhavet – Fridtjof Nansen
16. Kidnappad – Robert Louis Stevenson
17. Flygande holländaren – Frederick Marryat
18. En yankee vid kung Arthurs hov – Mark Twain
19. Nordvästpassagen – Roald Amundsen
20. Sydpolen – Roald Amundsen

### Gula Serien
1. Don Quijote – Miguel de Cervantes Saavedra
2. Pappa Goriot – Honoré de Balzac
3. En världsomsegling under havet – Jules Verne
4. De trolovade 1: Flykten – Alessandro Manzoni
5. De trolovade 2: Vägen till lyckan – Alessandro Manzoni
6. Den hemlighetsfulla ön – Jules Verne
7. Livet på landet – Fritz Reuter
8. Onkel Toms stuga – Harriet Beecher Stowe
9. Samhällets olycksbarn 1: Rymlingen – Victor Hugo
10. Samhällets olycksbarn 2: På barrikaden – Viktor Hugo
11. Vasco da Gamas resor – Gaspar Correa
12. En dåres försvarstal – August Strindberg
13. Moby Dick – Herman Melville
14. Robin Hood – Howard Pyle
15. Nordostpassagen – A.E. Nordenskiöld
16. Stigfinnaren – James F. Cooper
17. Sherlock Holmes äventyr – Arthur Conan Doyle
18. Sherlock Holmes bragder – Arthur Conan Doyle
19. Sherlock Holmes återkomst – Arthur Conan Doyle
20. Baskervilles hund – Arthur Conan Doyle

### Gröna Serien
1. De tre musketörerna 1: D’Artagnan – Alexandre Dumas
2. De tre musketörerna 2: Richelieu – Alexandre Dumas
3. De tre musketörerna 3: Mylady – Alexandre Dumas
4. Till jorden medelpunkt – Jules Verne
5. Damernas paradis – Emile Zola
6. Kapten Hatteras resa till Nordpolen – Jules Verne
7. Resor 1: Sjön Ngami – David Livingstone
8. Resor 2: Viktoriafallen – David Livingstone
9. Begums 500 miljoner – Jules Verne
10. Hur jag fann Livingstone – Henry M. Stanley
11. Den stora gruvstrejken – Emile Zola
12. Gullivers resor – Jonathan Swift
13. 400 mil på Amazonfloden – Jules Verne
14. Magellans världsomsegling – Stefan Zweig
15. Hallarna – Emile Zola
16. En studie i rött – Arthur Conan Doyle
17. De fyras tecken – Arthur Conan Doyle
18. En skådespelares äventyr – August Blanche
19. Kung Arthur och hans riddare – Howard Pyle
20. Riddarna av runda bordet – Howard Pyle

### Lila Serien
1. Skattkammarön – Robert Louis Stevenson
2. Alice i Underlandet/Spegellandet – Lewis Carroll
3. Barnen ifrån Frostmofjället – Laura Fitinghoff
4. Paul och Virginie – Henri Bernardin de Saint-Pierre
5. Dr Jekyll och Mr Hyde – Robert Louis Stevenson
6. Fornnordiska sagor
7. Hemsöborna – August Strindberg
8. Skärkarlsliv – August Strindberg
9. Bartolomeinatten – Prosper Mérimée
10. Atala, Rene – René de Chateaubriand
11. Svenska folksägner
12. Brev från min kvarn – Alphonse Daudet
13. Frankenstein – Mary Shelley
14. Candide – François Voltaire
15. Kung Salomos skatt – Henry Rider Haggard
16. Fädernas gudasaga – Viktor Rydberg
17. Manon Lescaut – Abbé Prevost
18. Frithiofs saga – Esias Tegner
19. Islandsfiskare – Pierre Loti
20. Sången om den eldröda blomman – Johannes Linnankoski
21. Den svarta pilen – Robert Louis Stevenson
22. Ådalens poesi – Pelle Molin
23. Tartarin från Tarascan – Alphonse Daudet
24. Svenska folksagor
25. Sjörövaren – Frederick Marryat
26. Skriet från vildmarken – Jack London
27. Jerome K. Jerome – Tre män i en båt
28. Jeanne d’Arc
29. Havets hjältar – Rudyard Kipling

### Röda Serien
1. Marco Polos äventyr – Marco Polo
2. Kapten Grants barn – Jules Verne
3. Röda rummet – August Strindberg
4. Kameliadamen – Alexandre Dumas d.y.
5. Ivanhoe – Walter Scott
6. Oliver Twist – Charles Dickens
7. Pompejis sista dagar – Edward Buller-Lytton
8. Från bohemens värld – Henri Murger
9. Skrattmänniskan – Victor Hugo
10. Madame Bovary – Gustave Flaubert
11. Munchhausens äventyr
12. Två städer 1: I giljotinens skugga – Charles Dickens
13. Två städer 2: Stormvågen – Charles Dickens
14. Tsarens kurir – Jules Verne
15. Tom Sawyer – Mark Twain

### Färgserien
1. Cajsa Wargs kokbok
2. Fänrik Ståls sägner – Johan Ludvig Runeberg
3. Singoalla – Viktor Rydberg
4. Pappa Långben – Jean Webster
5. Sällsamma berättelser – Edgar Allan Poe
6. Pompejis sista dagar – E. Buller-Lytton
7. Två år för om masten – Richard H. Dana
8. Karl XII – Francois Voltaire
9. Unga kvinnor – Louisa May Alcott
10. Lille lorden – Hodgson Burnett

### Sagoserien
1. Bröderna Grimms sagor
2. H. C. Andersens sagor
3. Hauffs sagor
4. Indiska sagor
5. Kinesiska sagor
6. Norska sagor
7. Rida, rida ranka
8. Sagor från hela världen
9. Tusen och en natt

### Ryska Serien
1. Den evige äkta mannen – Fjodor Dostojevskij
2. Döda själar – Nikolaj Gogol
3. Fäder och söner – Ivan Turgenev
4. Spelaren – Fjodor Dostojevskij
5. Stäppen – Anton Tjechov
6. Anna Karenina, Förälskelsen – Leo Tolstoj
7. Anna Karenina, Konflikter – Leo Tolstoj
8. Anna Karenina, Katastrofen – Leo Tolstoj
9. Damen med hunden – Anton Tjechov
10. Kosackerna – Leo Tolstoj

### Universalserien
1. Fredmans epistlar – Carl Michael Bellman
2. Fredmans sånger – Carl Michael Bellman
3. Svarta ballader – Dan Andersson
4. Bonde-Praktika
5. Värmlänningarna – F.A. Dahlgren
6. Fridas visor – Birger Sjöberg
7. Guitarr och dragharmonika – Gustaf Fröding
8. Nya dikter – Gustaf Fröding
9. Stänk och flikar – Gustaf Fröding
10. Svenska bilder – Carl Snoilsky
11. Sällsamma berättelser – Edgar Allan Poe
12. Svenska folket I – August Strindberg
13. Svenska folket II – August Strindberg
14. Kajsa Wargs kokbok

## Källhänvisningar
1. 1 2 3 4  "Niloé 1952 - 1990". Jules-verne.dk. Läst 11 oktober 2014.
2. ↑  "Böcker". Arkiverad 14 oktober 2014 hämtat från the Wayback Machine. Gunnar-nordahl.com. Läst 11 oktober 2014.
3. ↑  "Samlingar och fotografarkiv". Arkiverad 23 oktober 2014 hämtat från the Wayback Machine. Nordiskamuseet.se. Läst 10 oktober 2014.
4. ↑  Kokk, Enn (2006-09): "Barn- och ungdomsklassiker från KFs olika förlag". Kokk.se. Läst 10 oktober 2014.
5. 1 2  "Niloé". Varldslitteratur.se. Läst 10 oktober 2014.
6. ↑  "Eddan". Runeberg.org. Läst 11 oktober 2014.
7. ↑  "NORSTEDTS FÖRLAGSGRUPP AB". Arkiverad 17 oktober 2014 hämtat från the Wayback Machine. Solidinfo.se. Läst 10 oktober 2014.